# 東京保育専門学校
東京保育専門学校（とうきょうほいくせんもんがっこう、英語表記：Tokyo Junior College of Nurtures）は、東京都杉並区にある日本の私立専修学校。日本の指定教員養成機関の1校でありお茶の水女子大学からの指導を受けている。

## 概要
- 学校法人聖心学園により東京都杉並区内に設置された日本の専修学校。

## 学科
- 保育学科
  - 第一部
  - 第二部

## 特色
- キリスト教の精神に基づいた教育が行われている。
- 共学である。

## 沿革
- 1924年 - 芳尾逸雄らにより設置された東京保姆専修学校が源流とされる。
- 1929年9月12日 - 中川健藏東京府知事（当時）より認可を受ける。
- 1932年 - 今井けいにより、聖心幼稚園が設立される。
- 1933年 - 今井けいにより、東京保姆専修学校が継承され、現在地に移転する。聖心幼稚園が正式認可される。
- 1946年 - 東京保育専修学校に改称される。
- 1950年 - 財団法人「聖心学園」が設立され、同時に幼稚園名が「聖心学園幼稚園」に変更される。
- 1951年 - 文部省（当時）より幼稚園教諭養成校に指定される。
- 1952年 - 保母養成のための東京保母専修学園が併設される。
- 1954年 - 二部を設置する。
- 1960年 - 財団法人から学校法人に移行し、経営母体を聖心学園とする。
- 1963年 - サンタ・セシリア幼稚園が設立される。
- 1971年 - 東京保母専修学園が東京保育専修学校に吸収される。
- 1977年 - 東京保育専門学校に改称し、専修学校として認可される。
- 2006年 - 同年度入学生より、保育科二部の修業年限が3年制となり、旧来の幼稚園教諭免許に加え、保育士資格の同時取得が可能となり、専門士の称号が付与されるようになる。（2009年3月の卒業より）
- 2019年 - 同年度入学生より、男子学生の受け入れを開始し共学になる。